# UASB

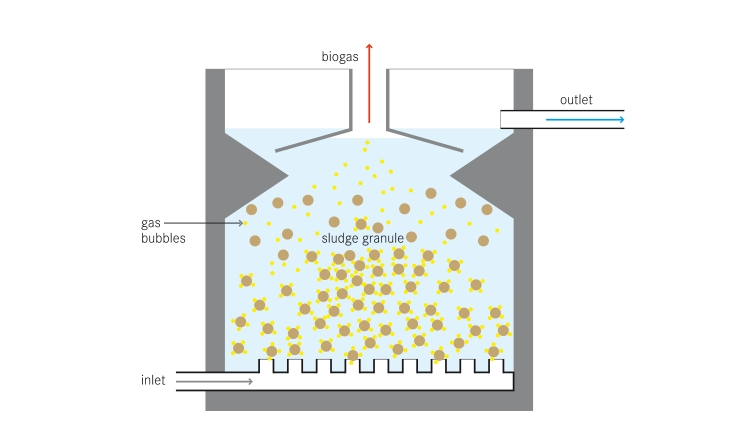
Schema di un impianto UASB: l'acqua reflua entra dal fondo del reattore e il flusso in uscita avviene in sommità

UASB è l'acronimo inglese per Up-flow Anaerobic Sludge Blanket, ossia trattamento anaerobico dell'acqua reflua. Indica una tecnologia di trattamento dei reflui organici ad alto COD basato sulla fermentazione in carenza di ossigeno in un digestore anaerobico.
I vantaggi della tecnologia UASB sono:
- basso costo energetico e impiantistico rispetto agli impianti biologici tradizionali (non occorre insuflare ossigeno);
- possibilità di abbattere carichi organici anche estremamente elevati (COD iniziale maggiore di 100-150.000 ppm);
- trasformazione quasi completa dei fanghi in biogas, utilizzabile come biocombustibile. Si stima usualmente una produzione di fanghi pari a 0,03 kg TSS / kg COD in ingresso, con dimensione granulare >0,75mm.

Lo svantaggio principale è che l'abbattimento degli inquinanti non è tale da permettere lo scarico diretto dell'acqua depurata: l'UASB richiede solitamente uno stadio finale di affinamento biologico della depurazione.

## Storia degli impianti
- impianti UASB di seconda generazione (EGSB, Expended Granule Sludge Blanket): impianto a strato singolo di sedimentazione; si ha una maggiore efficienza e velocità di trattamento, con 15-30 kg COD/m3d
- impianti UASB di terza generazione (ECSB, External Circulation Sludge Bed Reactor): impianto a doppio strato di sedimentazione; efficienza e velocità di trattamento ancora maggiore, fino a 15-35 kg COD/m3d